# Wallander – Bröderna
Wallander – Bröderna är en svensk thriller från 2005. Det är den tredje filmen i den första omgången med Krister Henriksson som Kurt Wallander. Filmen släpptes på DVD den 7 september 2005.

## Handling
Under en stor militärövning i Ystad mördas ett gift par under tortyrliknande former. Någon dag senare hittas ytterligare en man mördad på liknande sätt. Spåren tyder på att det kan vara tre soldater som är gärningsmännen. Wallanders team får ta hjälp av militären på plats. Finns det något samband mellan offren? Utredningen kompliceras ytterligare av att Wallanders chef blir svårt sjuk.

## Rollista (i urval)
- Krister Henriksson - Kurt Wallander
- Johanna Sällström - Linda Wallander
- Ola Rapace - Stefan Lindman
- Angela Kovács - Ann-Britt Höglund
- Marianne Mörck - Ebba
- Mats Bergman - Nyberg
- Douglas Johansson - Martinsson
- Fredrik Gunnarsson - Svartman
- Chatarina Larsson - Lisa Holgersson
- Stina Ekblad  - Rättsläkare
- Allan Svensson - Johan Karlsson
- Anders Aldgård - Olof Wachtman
- Sofie Lindberg - Carolina ”Lina” Wachtman
- Fredrik Dolk - Lars Berg
- Maibritt Saerens - Stina Berg
- Bo G. Andersson - Kapten Andersson
- Eva Ekengren - Anita Palmstierna
- Magnus Skogsberg - Arne Palmstierna
- Saga Jönsson - Eva Palmstierna
- Ingmar Svensson - Bengt Bengtsson
- Arben Latifi - Khalid
- Ilir Latifi - Abdel
- Frederic Täckström - Malmöpolis
- Olli Markenros - Kriminaltekniker
- Rolf Engdahl - Göran
- Marianne Wesén - Gammal dam
- Isidor Torkar - Pubägare
- Magnus Kviske - Cykelbud
- Göran Aronsson - Grönkvist